# Pseudotorinia bullisi
Pseudotorinia bullisi är en snäckart som beskrevs av Bieler, Merrill och Boss 1985. Pseudotorinia bullisi ingår i släktet Pseudotorinia och familjen Architectonicidae. Inga underarter finns listade i Catalogue of Life.